# Хомут для Маркиза
«Хомут для Маркиза» — художественный фильм режиссёра Ильи Фрэза 1977 года. Снят по мотивам повести Николая Атарова «А я люблю лошадь…».
Фильм снимался во Пскове, при этом в качестве актёров массовки были привлечены учащиеся конно-спортивной секции при местном ипподроме.

## Сюжет
Драматическая зарисовка из жизни десятилетнего Родиона, лишённого полноценного родительского внимания и любви. Единственным другом мальчика является старый мерин Маркиз, однако отец (опустившийся бывший наездник), чтобы найти денег на выпивку, отправляет лошадь на живодёрню. В отместку Родька поджигает пивной ларёк.

## В ролях
- Дима Замулин — Родион
- Анатолий Кузнецов — Игнат Костыря, отец Родиона
- Ольга Остроумова — Анна Ивановна, мать Родиона
- Юрий Мажуга — Потейкин, милиционер
- Владимир Седов — Щегловитов, тренер
- Нина Антонова — Лилька
- Борис Гитин — Приходько

## Съёмочная группа
- Режиссёр: Илья Фрэз.
- Сценарист: Николай Атаров.
- Операторы: Гасан Тутунов, Олег Рунушкин.
- Композитор: Ян Френкель.

## Рецензии
- Трошин А. Маркиз и Родька: худож. фильм «Хомут для Маркиза». — Лит. газ., 1978, 18 окт.
- Графов Э. Жил-был мальчик: худож. фильм «Хомут для Маркиза». — Сов. культура, 1978, 17 окт.

## Критика
До этого Илья Фрэз практически не обращался к жанру драмы (за исключением картины «Рыжик»), и фильм согласно оценке М. Павловой оказался не совсем удачным «из-за некоторой прямолинейности и неточности образно-стилистического решения». Среди недостатков картины Павлова отметила несоответствия из-за адаптации сюжета к современным реалиям (в книге Атарова показана жизнь второй половины 1940-х годов), а также игру Д. Замулина и О. Остроумовой.